# Збройні сили Вірменії
Збройні сили Республіки Вірменії — державна військова організація Вірменії, метою якої є забезпечення такого оборонного потенціалу держави, який необхідний для відбиття будь-якої агресії з метою захисту фізичного існування народу Республіки Вірменія, її суверенітету та незалежності, територіальної цілісності держави.
Керівництво армією входить у функції Генерального штабу, який очолює начальник Генерального штабу Збройних сил Вірменії.
Обсяг військового бюджету становить 10% бюджету країни. Дієві війська складаються з 48 570 військовослужбовців, з запасом у 210 000 осіб.

## Склад
Збройні сили Республіки Вірменії складаються з чотирьох родів військ:
- Сухопутних військ
- Повітряних сил

- Військ протиповітряної оборони

- Прикордонних військ

У бойовому складі збройних сил Вірменії:
- 4 моторизовані піхотні бригади
- 10 окремих піхотних полків
- 1 артилерійська бригада
- 2 зенітні ракетні бригади